# Esclaramunda de Foix
Esclaramunda de Foix (em francês:  Esclarmonde; em castelhano:  Clairmunda; c. 1250/55 – 1316) foi rainha de Maiorca como consorte de Jaime II de Maiorca de 1276 a 1285, e novamente de 1295 a 1311. Ela  se encarregou da tutela do neto, Jaime III de Maiorca, além de ter sido protetora da Ordem de Nossa Senhora das Mercês. 

## Família
Esclaramunda foi a quarta filha, sexta e última criança nascida do conde Rogério IV de Foix e de Brunissenda de Cardona. 
Os seus avós paternos foram Rogério Bernardo II de Foix e Ermesinda de Castellbò. Os seus avós maternos foram Raimundo Folch IV, Visconde de Cardona e Inês, Senhora de Torroja.
Ela teve cinco irmãos mais velhos: o conde Rogério Bernardo III, marido de Margarida de Bearne; Pedro; Sibila, esposa de Aimery IV, Visconde de Narbona; Inês, esposa de Esquivato I, Conde de Bigorre e Filipa, esposa de Arnaldo I de Comminges, Visconde de Couserans.

## Biografia
Esclaramunda recebeu seu nome em homenagem à bisavó, Esclaramunda, a Velha, que era arcediaga dos cátaros.
Segundo o testamento de seu pai, datado de 1263, Esclaramunda deveria ser criada no Castelo de Foix, na França até a idade de 15 anos.
Após o fracasso das negociações de casamento promovidas pelo rei Jaime I de Aragão para casar o infante Jaime, seu filho com Iolanda da Hungria, com Beatriz de Saboia, Jaime, sem autorização paterna, decidiu casar-se com Esclaramunda. A candidata escolhida pertencia a uma antiga família do condado, outrora filiada ao movimento cátaro. Não era uma família poderosa, mas distinta, e a sua maior virtude, a que mais deve ter pesado na mente do infante, era o fato de os seus domínios serem adjacentes aos de Rossilhão.
No contexto da rebelião dos barões da Catalunha, da morte do meio-irmão do infante, Ferran Sánchez de Castro, e do irmão Sancho, arcebispo de Toledo, o casamento ocorreu em 15 de outubro de 1275, em Perpinhão, com a assinatura do contrato em 1 de setembro daquele ano. Embora algumas fontes digam que ela tinha 21 anos à época do matrimônio, segunda a Crônica de Muntaner, ela tinha apenas 14 anos, enquanto que o noivo já tinha 32 anos.
Como o palácio ou castelo real estava em construção, o novo casal mudou-se para Montpellier, onde permaneceu durante um ano. Ao saber da seriedade de Jaime I, o infante Jaime e Esclaramunda viajaram para Valência em julho de 1276. De lá embarcaram para Maiorca para prestarem juramento e confirmarem os privilégios do reino. Em 12 de setembro de 1276, os privilégios foram solenemente confirmados. Uma nova dinastia estava começando.
Eles também moraram em Perpinhão, na França, onde hoje se conserva o Palácio dos Reis de Maiorca. Em Palma de Maiorca, estabeleceram residência no Palácio Real de La Almudaina, e também tiveram casas em Sineu, Manacor e Valldemossa.
Esclaramunda, confinada à esfera doméstica pelos cronistas da época, como Ramon Muntaner e Bernardo Desclot, só aparece em documentações no ano de 1285. Seu cunhado, Pedro III de Aragão, conhecido como "o Grande", atacou o palácio de Perpinhão para forçar Jaime II de Maiorca a romper a aliança com o rei da França. O rei de Maiorca conseguiu fugir, mas Esclaramunda e os seus quatro filhos foram capturados. Em sua partida apressada de Perpinhão, Pedro III levou Esclaramunda e seus filhos como reféns. No caminho para La Jonquera, o visconde de Cardona, parente de Esclaramunda, e o conde de Pallars, intercederam pela libertação da rainha, então em estado, e dos seus filhos. Só ao chegar a La Jonquera, Pedro, permitiu a libertação de Esclaramunda e da sua filha Isabel, ordenando o confinamento dos seus filhos em Torroella de Montgrí.
Entre 1285 e 1298, Esclaramunda viveu todo o drama da guerra contra os reis de Aragão e da luta pela recuperação do reino de Maiorca, confiscado por Afonso, o Liberal, no final da primeira data mencionada. A partir de 1298, com a recuperação das ilhas, iniciou-se um período de paz, mas não isento de inquietações no seio da família. Em primeiro lugar, o conflito entre Jaime II de Maiorca e o seu filho, o infante Fernando, que participou numa conspiração para restaurar a influência catalã no Languedoc, conflito que levou à ruptura entre pai e filho. Esclaramunda intercedeu pessoalmente junto ao rei de Aragão para facilitar a reconciliação, mas, isso só ocorreu em 1308, após o fracasso da expedição do infante Fernando na Moreia.

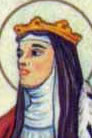
Imagem de autoria desconhecida.

Três anos depois, seu marido Jaime II morreu, em 29 de maio de 1311. Novos motivos de preocupação surgiram com a falta de descendentes dos novos reis de Maiorca, Sancho e Maria de Anjou. Só em 1315, a rainha teve a alegria de conhecer o seu neto, o infante Jaime, futuro rei Jaime III, filho do infante Fernando e Isabel de Sabran, transferido da Sicília pelo cronista Ramon Muntaner.Esclaramunda foi tutora do neto.
O cronista Ramón Muntaner a descreveu como “uma das mulheres mais sábias, com a melhor vida, e uma das mais honestas".
Esclaramunda era protetora da Ordem de Nossa Senhora das Mercês, na qual ingressou em 1291, e é considerada Beata pela Igreja Católica, sendo comemorada no dia 22 de outubro.
Ela faleceu em 1316, e foi enterrada na Catedral de São João Batista, em Perpinhão.

## Descendência
- Jaime (1276/78 – 1330), renunciou ao trono para se tornar um monge da Ordem dos Frades Menores. Tinha sido noivo de Catarina de Courtenay, imperatriz latina titular de Constantinopla, mas uma dispensa papal para o casamento nunca foi concedida;
- Pedro (1277/80 – 1 de julho de 1285/25 de setembro de 1303), foi dado como um refém ao rei Pedro III de Aragão;
- Sancho de Maiorca (1278/82 – 4 de setembro de 1324), sucessor do pai. Foi marido de Maria de Anjou, filha de Carlos II de Nápoles. Não teve filhos legítimos, apenas três filhas ilegítimas;
- Branca (1279/86 – após 23 de dezembro de 1289), assim como o irmão, também foi refém de Aragão, quando libertada pelo rei Afonso III de Aragão em 1289. Não se sabe se foi casada;
- Fernando (1282/85 – julho de 1316), foi enviado pelo rei Frederico II da Sicília para comandar a Companhia Catalã, porém, os catalães não o aceitaram. Ao retornar ao lado do cronista Ramon Muntaner, foi capturado pelos venezianos na Triarquia de Negroponte. Casado com Isabel de Sabran, tentou reivindicar o Principado da Acaia em nome de seu filho, o futuro Jaime III, e acabou capturando o castelo bizantino de Ponticocastro e a planíce Élida, adotando assim o título de Senhor de Moreia, em julho de 1315. Após a morte da primeira esposa, se casou com Isabel de Ibelin, com quem teve mais um filho, Fernando, visconde d'Omélas. Também foi pai de quatro filhos ilegítimos;
- Filipe (1285/89 – 1340/43), abade de São Paulo, em Narbona, foi regente de Maiorca de 1234 a 1329, durante a menoridade do sobrinho;
- Isabel (1285/86 – após 10 de outubro de 1301 ou dezembro de 1301), foi esposa de João Manuel de Castela, Príncipe de Villena. Não teve descendência;
- Sancha (1285 – 28 de julho de 1345), foi casada com Roberto I de Nápoles como sua segunda esposa, mas não teve filhos. Segundo a vontade de Roberto, foi nomeada regente da neta do marido, a rainha Joana I de Nápoles, porém, foi forçada a fugir da corte, e se tornou uma freira em Santa Maria della Croce, em Nápoles.